# 公孫鳳
公孙凤（?—?），字子鸾，十六国上谷郡（今河北省怀来县东南）人。
公孙凤隐居在昌黎九城山谷，冬天穿单布衣，睡在处士床，衣食简陋，弹琴吟咏，悠然自得。前燕皇帝慕容暐派人请他入邺城，公孙凤见到慕容暐，不言不拜，衣食举动如在九城山。住在邺城数年后病卒。

## 延伸阅读
[在维基数据编辑]
 《晉書·卷094》，出自房玄齡《晉書》